# Rotunda, Edineț
Rotunda este satul de reședință al comunei cu același nume  din raionul Edineț, Republica Moldova.

## Demografie

### Structura etnică
Structura etnică a satului conform recensământului populației din 2004:
| Grup etnic         | Populație | % Procentaj |
| ------------------ | --------- | ----------- |
| Moldoveni / Români | 1443      | 97,56%      |
| Ucraineni          | 22        | 1,49%       |
| Ruși               | 8         | 0,54%       |
| Găgăuzi            | 1         | 0,07%       |
| Bulgari            | 1         | 0,07%       |
| Alții              | 4         | 0,27%       |
| Total              | 1479      | 100%        |

## Galerie de imagini

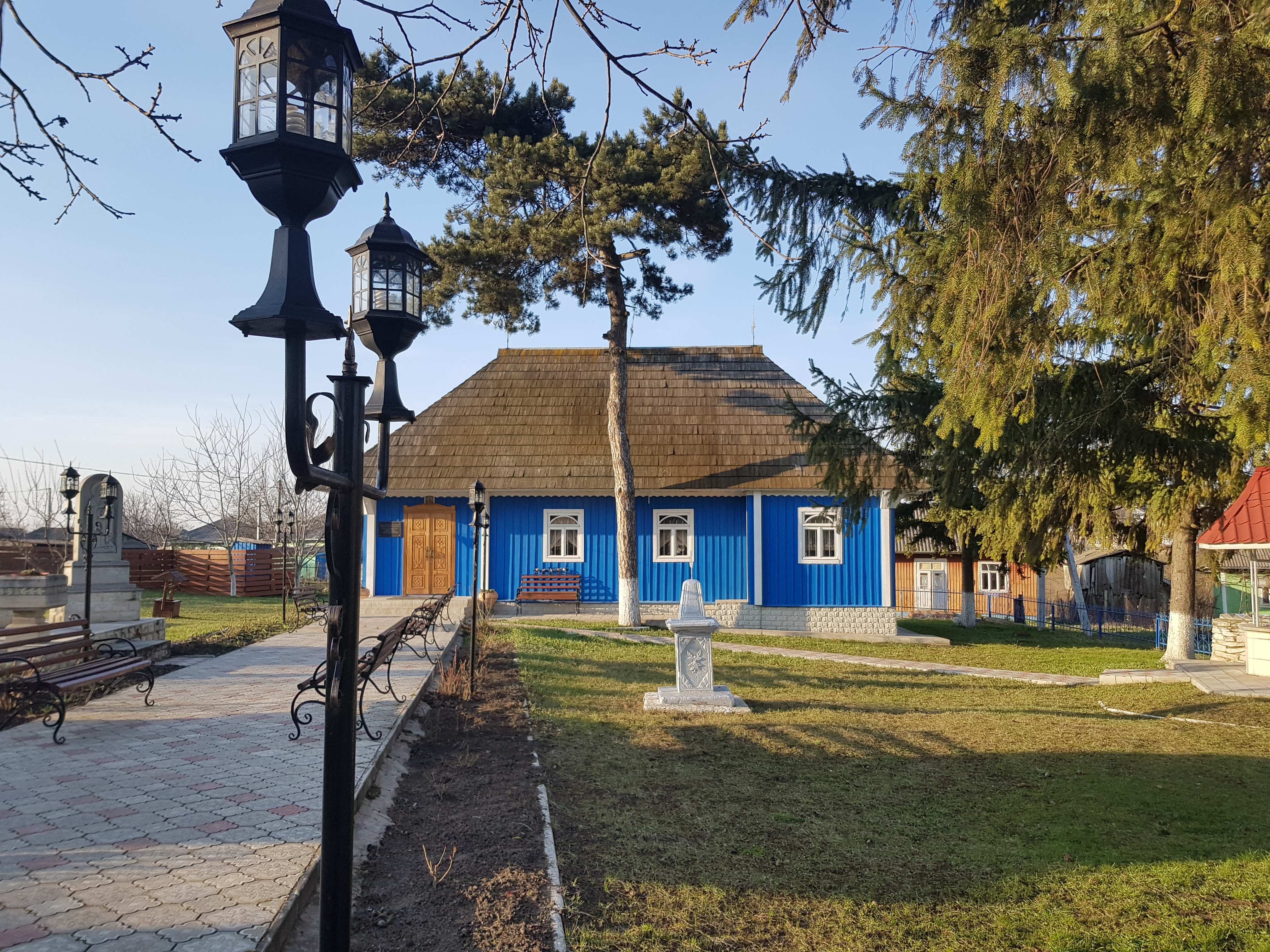
Biserica de lemn din localitate, monument de arhitectură de categorie locală.
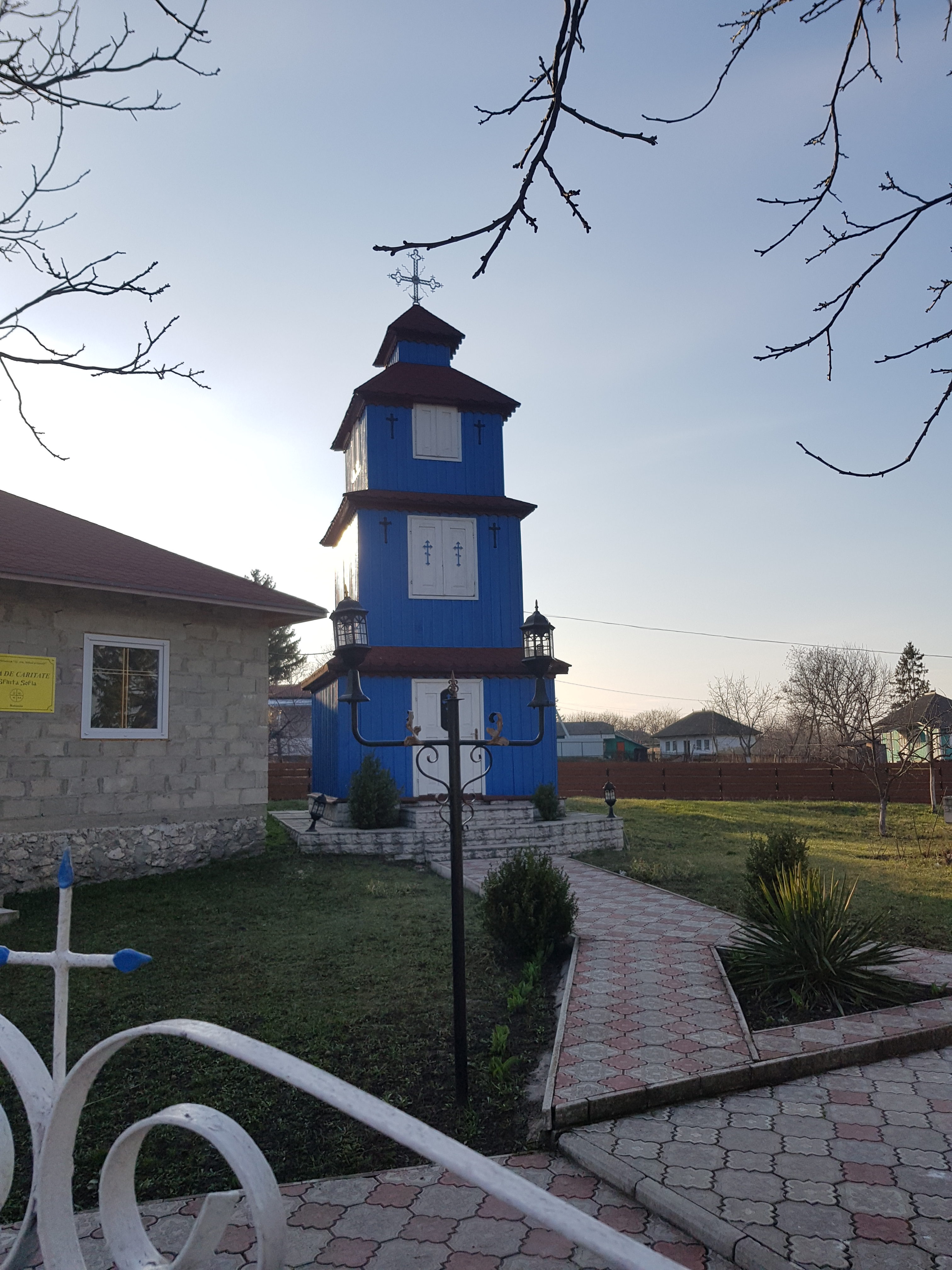
Clopotnița lăcașului.